# Crouy-Saint-Pierre
Crouy-Saint-Pierre ist eine nordfranzösische Gemeinde mit 373 Einwohnern (Stand 1. Januar 2022) im Département Somme in der Region Hauts-de-France. Die Gemeinde liegt im Arrondissement Amiens, ist Teil der Communauté de communes Nièvre et Somme und gehört zum Kanton Ailly-sur-Somme. Der Ort ist Namensgeber des Adelsgeschlechts derer zu Croÿ.

## Geographie
Crouy-Saint-Pierre liegt linken Ufer der kanalisierten und von Teichen begleiteten Somme rund fünf Kilometer westnordwestlich von Picquigny an der Bahnstrecke von Amiens nach Abbeville. Zu Crouy gehört der Gemeindeteil Saint-Pierre-à-Gouy. Im Gebiet der Gemeinde liegt die Ruine der 1137 gegründeten Zisterzienserabtei Abbaye du Gard.

## Einwohner
| 1962 | 1968 | 1975 | 1982 | 1990 | 1999 | 2006 | 2018 |
| ---- | ---- | ---- | ---- | ---- | ---- | ---- | ---- |
| 148  | 156  | 228  | 229  | 285  | 303  | 335  | 343  |

## Sehenswürdigkeiten
- Kirche Saint-Firmin
- Friedhofskapelle
- Kriegerdenkmal (Monument aux morts)
- ehemalige Zisterzienserabtei Abbaye du Gard – seit 1969 als Monument historique eingetragen (Base Mérimée PA00116128)

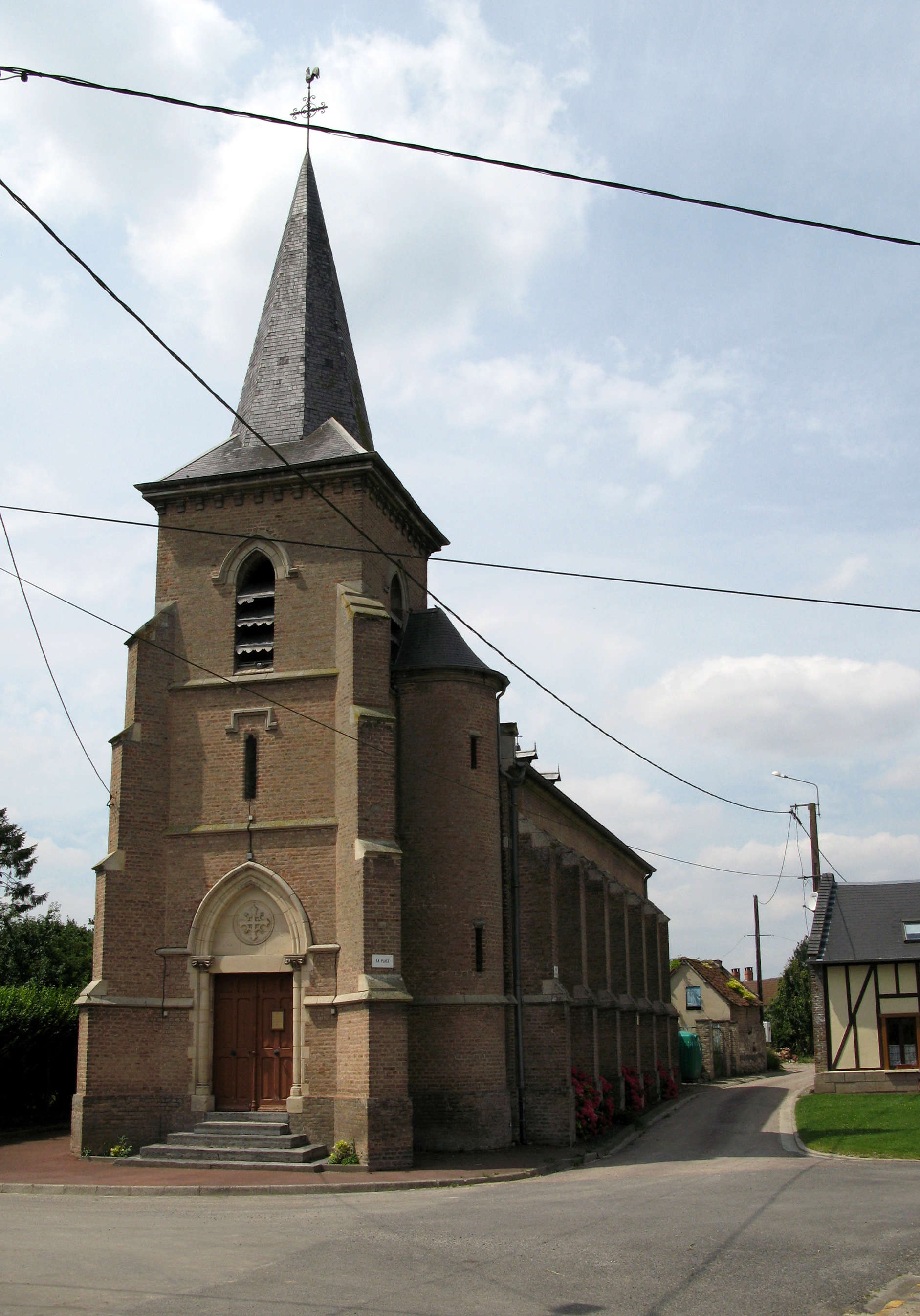
Kirche Saint-Firmin
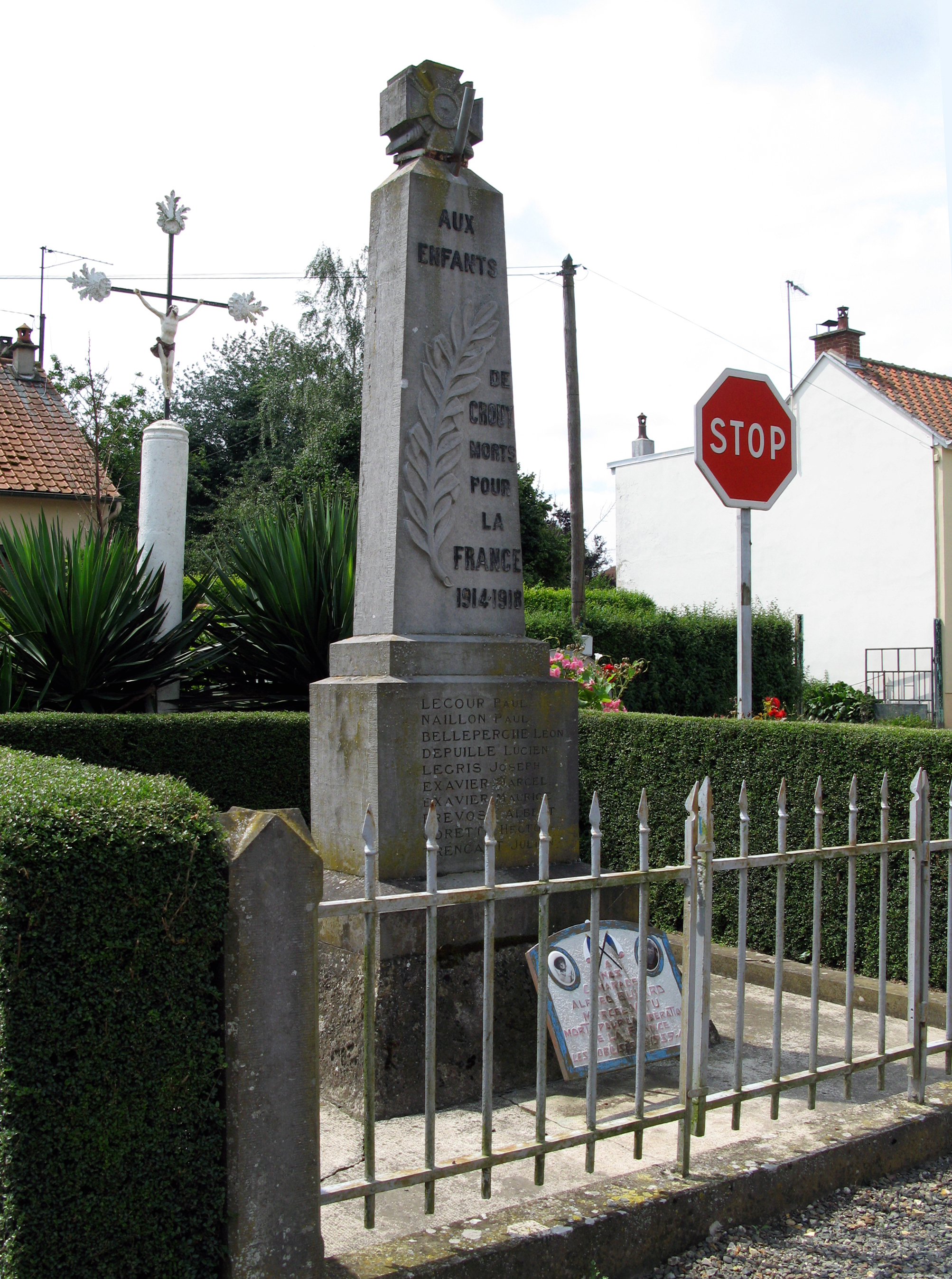
Kriegerdenkmal und Flurkreuz